# Villa Reale di Monza
La Villa Reale di Monza è un palazzo in stile neoclassico realizzato a Monza durante la dominazione austriaca del XVIII secolo e progettato da Giuseppe Piermarini quale residenza privata degli Asburgo-Lorena.
Sotto il Regno d'Italia napoleonico, per volere del viceré Eugenio di Beauharnais assunse la funzione di residenza reale, mantenuta poi anche con il Regno d'Italia unitario, finché ai primi del '900 i regnanti di Casa Savoia cessarono di abitarvi.
Ospita mostre, esposizioni e in un'ala anche il liceo artistico Nanni Valentini di Monza. 

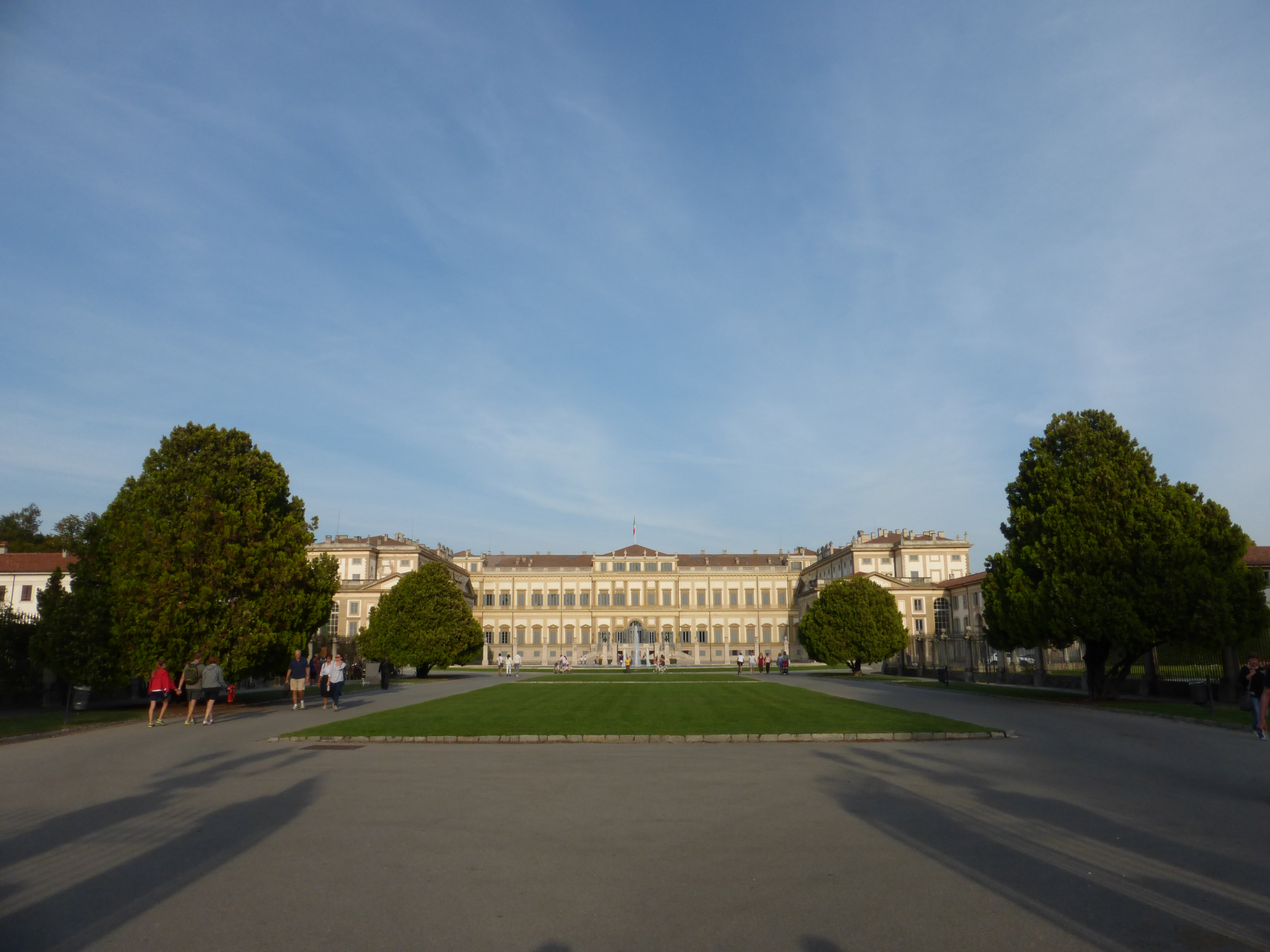
Vista frontale della Reggia di Monza

## Storia

### La costruzione
La costruzione della villa fu voluta dall'imperatrice Maria Teresa d'Asburgo quale residenza estiva per la corte arciducale del figlio Ferdinando d'Asburgo-Este, governatore generale della Lombardia austriaca dal 1771, che inizialmente si era stabilita nella villa Alari di Cernusco sul Naviglio, presa in affitto dalla famiglia Alari. La scelta di Monza fu dovuta alla salubrità dell'aria e all'amenità del paese, ma esprimeva anche un forte simbolo di legame tra Vienna e Milano, trovandosi il luogo sulla strada per la capitale imperiale.
L'incarico della costruzione, conferito nel 1777 all'architetto imperiale Giuseppe Piermarini, fu portato a termine in soli tre anni, mentre per terminare l'allestimento dei curatissimi giardini si rese necessario qualche anno in più. Successivamente il giovane arciduca Ferdinando fece apportare aggiunte al complesso, sempre per opera del Piermarini, e usò la Villa come propria residenza di campagna fino all'arrivo delle armate napoleoniche nel 1796.

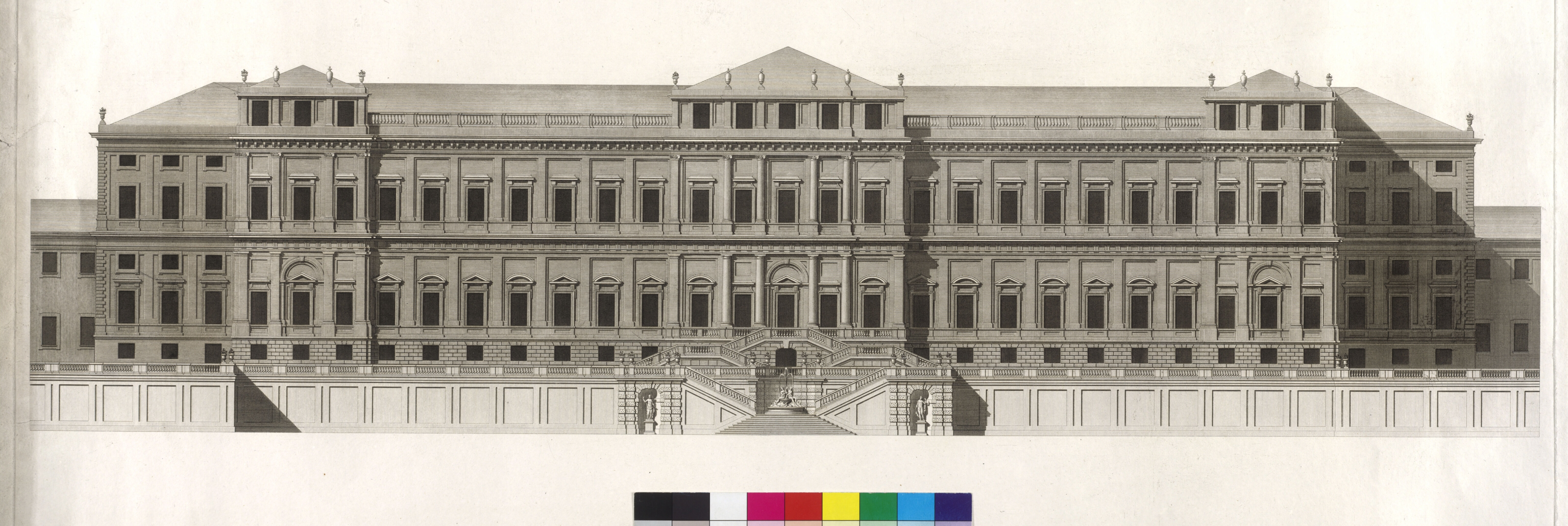
Prospetto della Villa Arciducale di Giuseppe Piermarini (1772)

Tra i principali modelli da cui Piermarini prese ispirazione vi sono il Castello di Schönbrunn e la Reggia di Caserta del suo maestro Vanvitelli. Da Schönbrunn è ripresa in particolare la pianta a U rovesciata, che unisce il forte impatto scenografico che le ali laterali conferiscono alla facciata principale, alla comodità distributiva che prevedeva l'utilizzo del corpo centrale per le funzioni di rappresentanza, le ali laterali per gli appartamenti privati e gli avancorpi per le funzioni di servizio. A tale scopo, il corpo principale presenta solo due piani di altezza doppia rispetto ai locali delle ali laterali, oltre al belvedere centrale situato al terzo piano. Nelle ali destinate a funzioni private i piani sono invece cinque, con due di minore altezza destinati alla servitù. A differenza degli altri palazzi imperiali, è qui preferito l'orientamento est-ovest delle facciate, rispetto al classico orientamento nord-sud che garantiva un maggior irradiamento solare. È discusso se tale scelta fosse dovuta a garantire un clima più fresco nei locali della villa oppure la volontà di orientare la facciata sui giardini verso la capitale austriaca.
La villa è notevolmente estesa: 700 locali per un totale di 22 000 m².

### Il periodo napoleonico

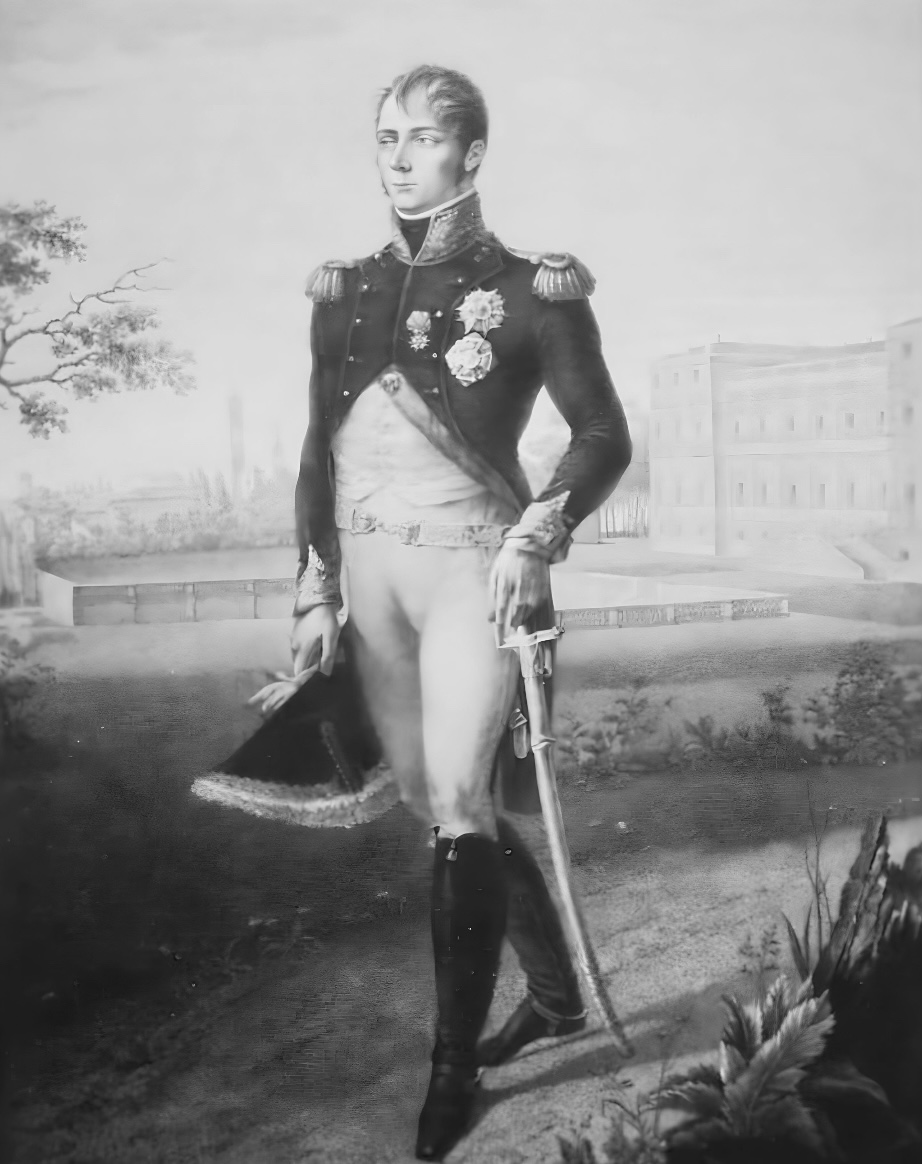
Il viceré Eugenio di Beauharnais mentre passeggia nel Parco di Monza in una stampa dell'epoca

Eugenio di Beauharnais, nel 1805 nominato viceré dell'appena costituito Regno d'Italia napoleonico, fissò la sua residenza principale nella Villa che quindi in questa occasione assunse il nome di "Villa Reale".
Il nuovo viceré commissionò al suo architetto di fiducia Luigi Canonica delle migliorie per la villa, tra cui la costruzione del teatrino di corte - raccolta struttura per musica, canto, danza e teatro - realizzato nell'ala nord.

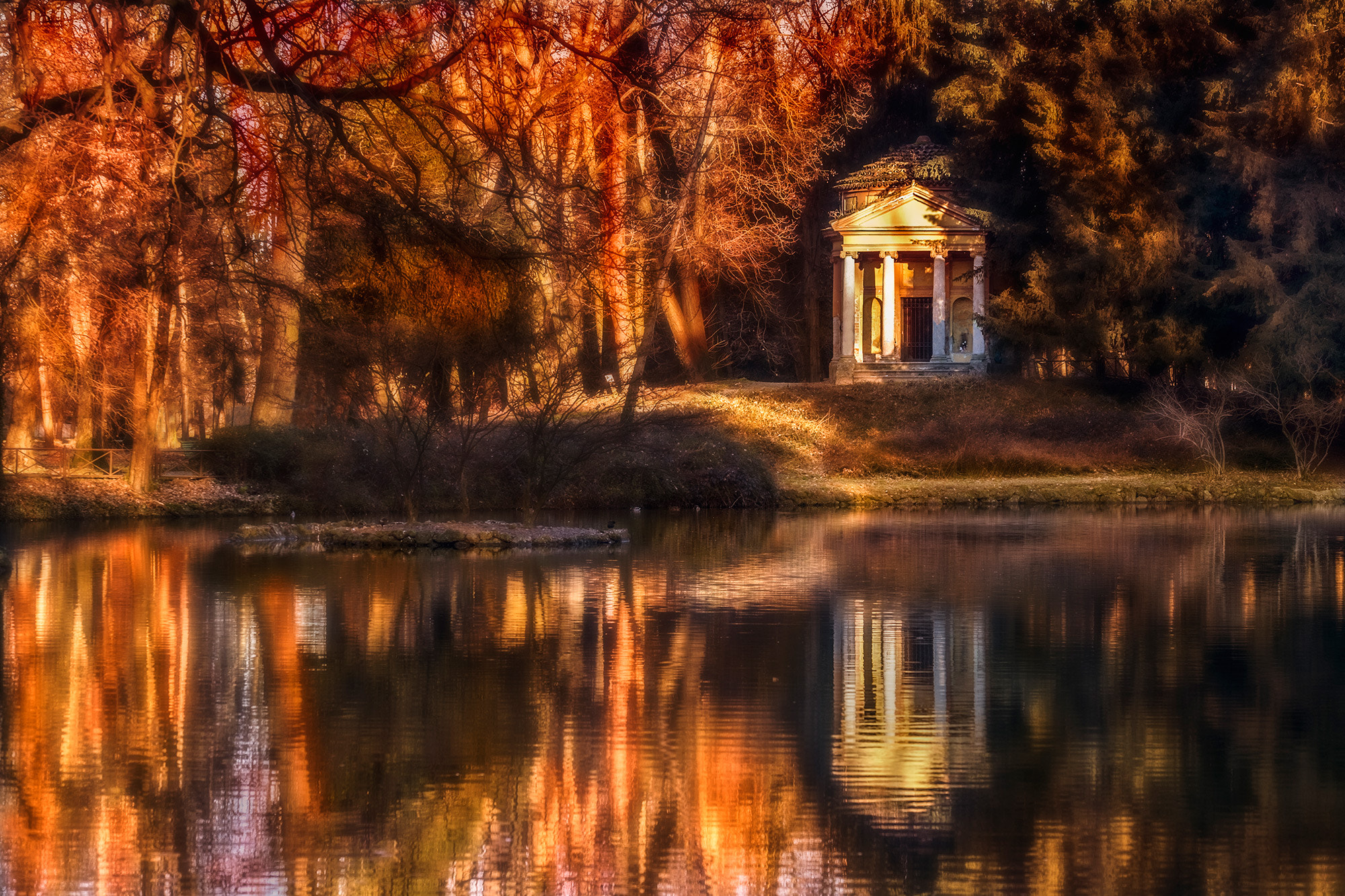
Il laghetto dei cigni, nei Giardini Reali di Monza della Reggia. Sullo sfondo è presente il Tempietto del Lago dei cigni

Fu sempre per volere di Beauharnais che, tra il 1806 e il 1808, il complesso della Villa e dei suoi Giardini venne esteso in dimensioni, tramite la realizzazione del vasto parco recintato oggi noto come Parco di Monza; fu infatti proprio fra il 1807 e 1808 che fu costruito il muro di cinta attuale lungo 14 km, utilizzando il materiale di demolizione dell'antico castello visconteo.

### Il ritorno austriaco
Dopo la caduta di Napoleone nel 1815, vi fu il ritorno degli austriaci, con la nomina a viceré di Ranieri Giuseppe d'Asburgo-Lorena per il nuovo Regno Lombardo-Veneto. L'arciduca Ranieri era un appassionato di botanica e fu grazie a lui che il Parco e i Giardini si arricchirono di nuove e preziose essenze.
Fu sempre grazie a Ranieri che nel 1819 fu aperta nel parco una scuola per formare dei giardinieri professionisti atti a curare i giardini delle residenze imperiali. L'arciduca commissionò all'architetto Giacomo Tazzini un riammodernamento della villa. Operò in particolare sugli appartamenti riservati ai figli e alle figlie dell'arciduca, oltre che sui pavimenti, che furono arricchiti di decori preziosi, e sui bagni. Ranieri lasciò Monza nel 1848 e per un brevissimo lasso di tempo vi si stabilì il maresciallo Radetzky. 
Nel 1857 giunse il nuovo governatore del Lombardo-Veneto, l'arciduca Massimiliano d'Asburgo, che la occupò in modo sporadico per soli due anni, chiudendo così definitivamente il periodo austriaco della Villa Reale.

### Il Regno d'Italia

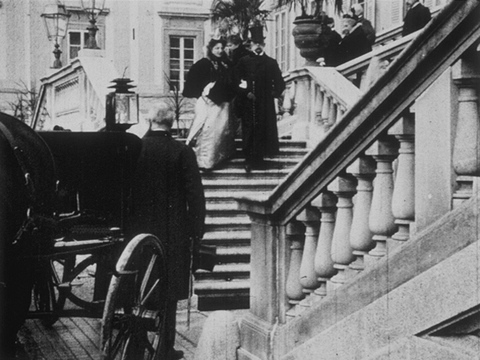
Il re Umberto I di Savoia e la regina Margherita di Savoia, mentre scendono la scalinata d'ingresso della Villa Reale a Monza

Con la fine della seconda guerra di indipendenza (1859), la Villa Reale divenne patrimonio di Casa Savoia. 
Nel 1868 la villa fu donata da Vittorio Emanuele II di Savoia al figlio, il futuro Umberto I, in occasione del suo matrimonio con Margherita di Savoia. La villa fu un regalo molto gradito e utilizzato dalla coppia principesca; dopo la morte del re Vittorio Emanuele furono intrapresi lavori di ammodernamento di cui furono incaricati gli architetti Achille Majnoni d'Intignano e Luigi Tarantola.
A disposizione della Villa, per la casa reale e i suoi ospiti, nel 1882 viene realizzata la vicina Stazione Reale sulla nuova linea ferroviaria Monza-Chiasso (prolungamento della linea Milano-Monza del 1840).
Il 29 luglio 1900 Umberto I di Savoia fu assassinato proprio a Monza da Gaetano Bresci mentre assisteva a una manifestazione sportiva organizzata dalla società sportiva "Forti e Liberi". A seguito del luttuoso evento il nuovo re, Vittorio Emanuele III, non volle più utilizzare la Villa Reale, facendola chiudere e trasferendone al Quirinale gran parte degli arredi.

### XX secolo

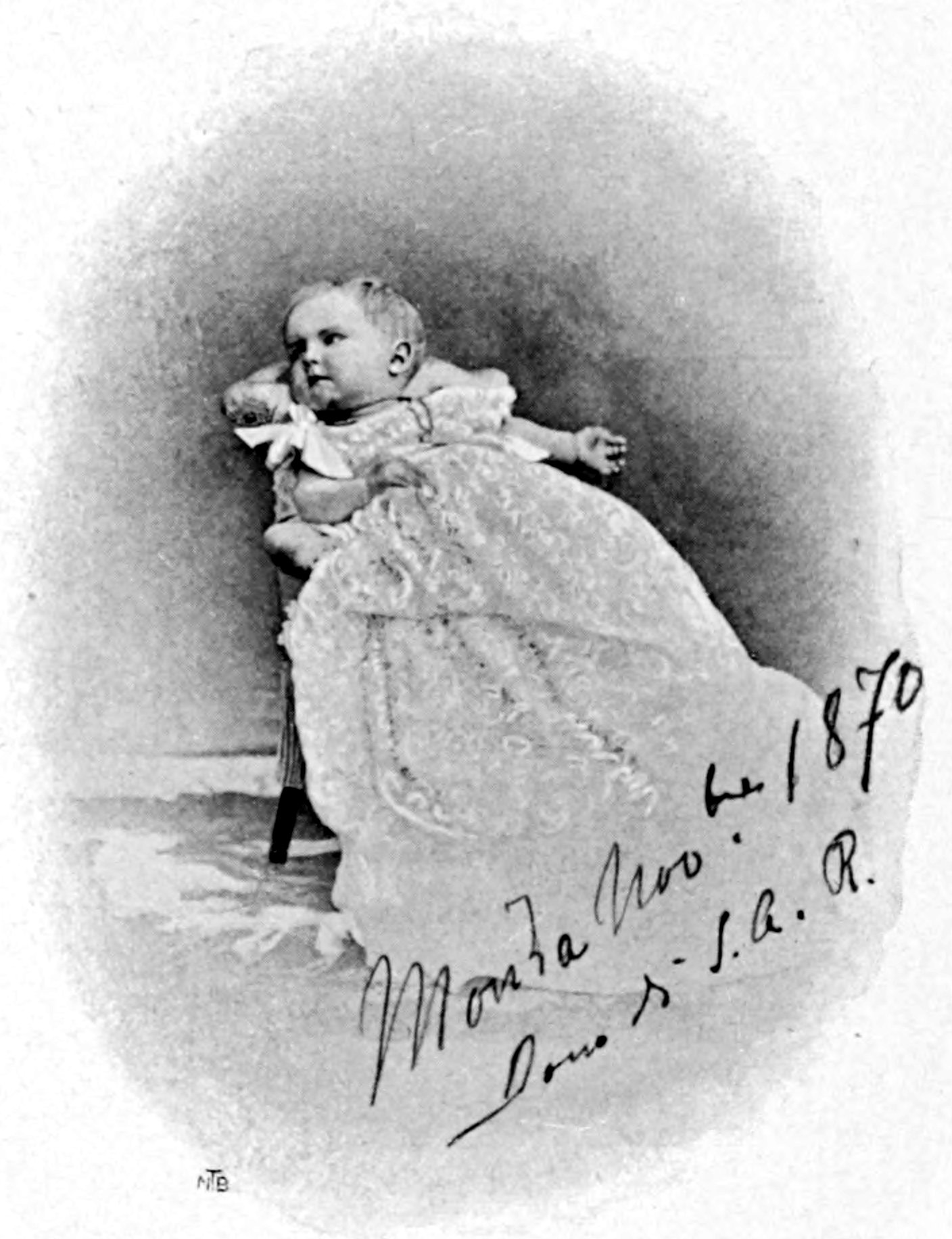
Il futuro Vittorio Emanuele III di Savoia al compimento del primo anno di età, nella Reggia di Monza, novembre 1870

Nel 1934 con Regio decreto Vittorio Emanuele III di Savoia fece dono di gran parte della Villa congiuntamente ai Comuni di Monza e di Milano. Mantenne però la porzione sud con le sale dell'appartamento del padre, re Umberto I, tenute costantemente chiuse in sua memoria.
Durante la Repubblica Sociale Italiana fu sede del comando della Guardia Nazionale Repubblicana. 
Le vicende dell'immediato dopoguerra della seconda guerra mondiale provocarono occupazioni, ulteriori spoliazione e decadenza del monumento.
Con l'avvento della Repubblica, l'ala sud è diventata patrimonio e amministrata dallo Stato. Il resto della Villa Reale è amministrato congiuntamente dal Comune di Monza e dalla Regione Lombardia.

### XXI secolo

#### Sedi decentrate dei ministeri

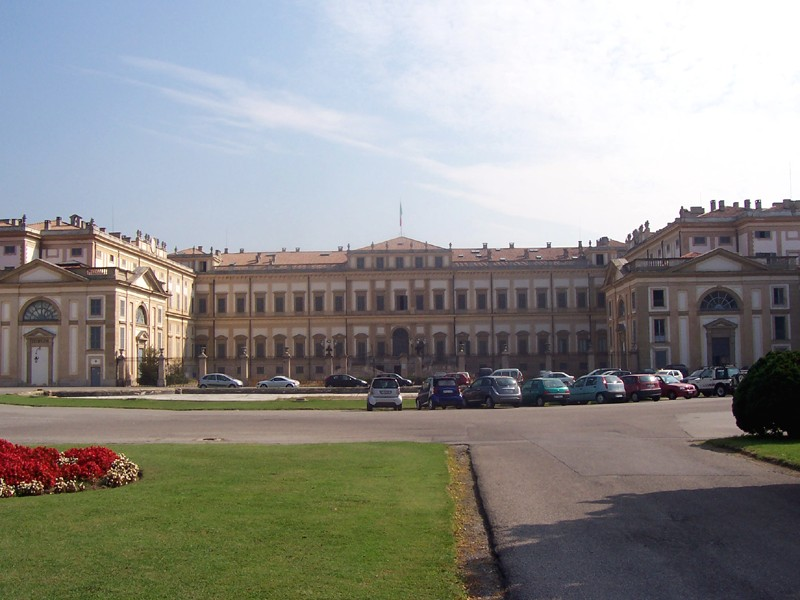
Vista generale della Reggia

Dal 23 luglio 2011, con il governo Berlusconi IV, la villa ospitò sedi distaccate del Ministero dell'economia e delle finanze e di alcuni dipartimenti della Presidenza del Consiglio (Riforme, Semplificazione e Turismo) inaugurate in presenza dei ministri rispettivi titolari: Giulio Tremonti, Umberto Bossi, Roberto Calderoli e Michela Vittoria Brambilla.
Il 19 ottobre dello stesso anno il tribunale di Roma annullò i decreti che istituivano le sedi periferiche dei ministeri a Villa Reale per condotta antisindacale, dato che tali sedi erano state istituite senza coinvolgere le organizzazioni sindacali e/o senza attivare preliminarmente, come previsto dalla legge, l'informazione preventiva o la concertazione con le organizzazioni sindacali.
Con la caduta del governo Berlusconi le sedi distaccate furono definitivamente soppresse dal nuovo governo Monti.

#### Epoca recente

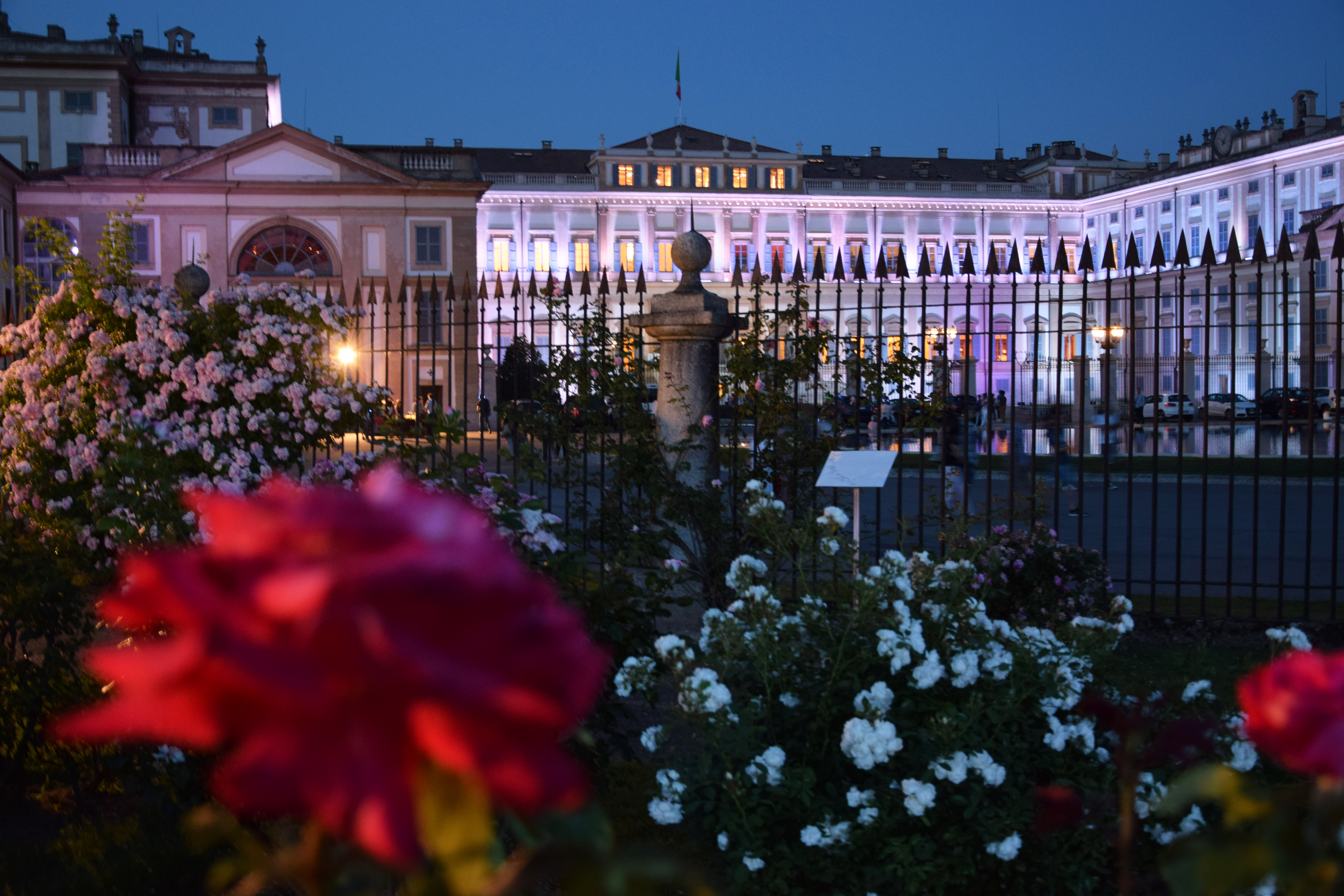
La Villa Reale di Monza

Dopo un lungo periodo di degrado dovuto anche al frazionamento delle amministrazioni, nel 2012 sono iniziati i lavori di restauro all'interno della villa, che prevedono il recupero e la valorizzazione del corpo centrale, il recupero parziale delle ali nord e sud, la realizzazione dell'area tecnica esterna alla Villa nel lato nord e il recupero del Cortile d'onore dell'avancorte.
Per quanto riguarda la struttura edilizia, è stato previsto il consolidamento delle murature del piano terra, il restauro e consolidamento delle volte e dei solai lignei, l'esecuzione di opere di manutenzione straordinaria per la messa in sicurezza della corte e il ripristino della pavimentazione, della cancellata e della facciata sud dell'area nord. Inoltre, il progetto ha previsto la riqualificazione del Belvedere curata dall'architetto Michele De Lucchi e il restauro delle sale del piano terra. 
Dopo il  termine dei lavori, il 26 giugno 2014, la villa è stata inaugurata l'8 settembre 2014.
Al momento si possono visitare gli appartamenti reali di Umberto I e di Margherita di Savoia che conservano ancora parte degli arredi, oltre alle sale di rappresentanza e gli altri appartamenti privati allestiti per la visita dell'Imperatore di Germania Guglielmo II nel 1889, per il Principe di Napoli, futuro re Vittorio Emanuele III, e per la Duchessa di Genova, Elisabetta di Sassonia, madre della Regina Margherita.
La Villa, i Giardini Reali e il Parco sono gestiti da un consorzio unico, di cui fanno parte gli enti proprietari della Villa.

## Descrizione

### Localizzazione
La villa di Monza risulta situata a nord del territorio del comune di Monza, a 10 chilometri a nord-est di Milano.

### Struttura

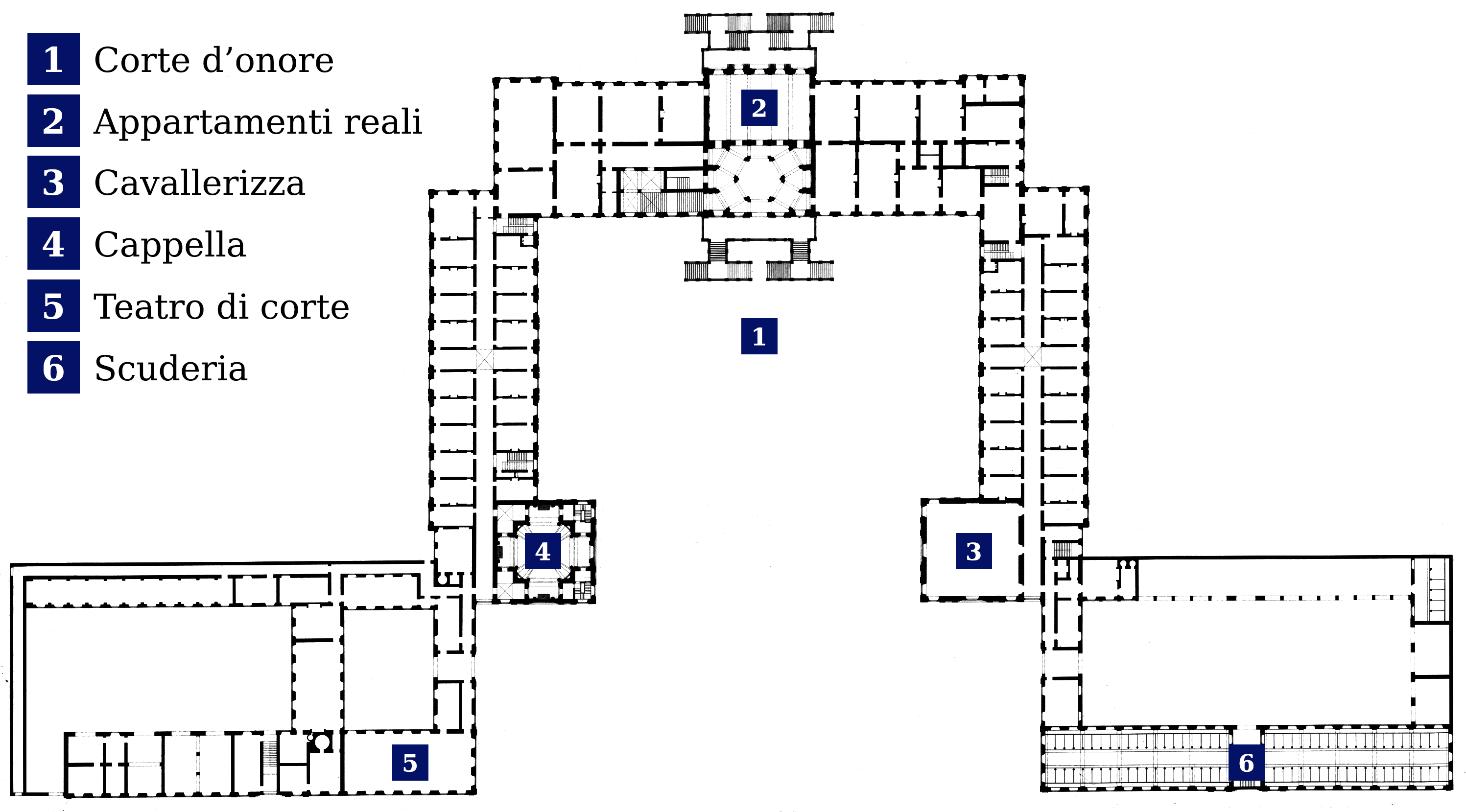
Pianta della Reggia

Piermarini realizza un edificio esemplare della razionalità neoclassica adattata alle esigenze di una realtà suburbana.
I tre corpi principali, disposti a U, delimitano un'ampia corte d'onore chiusa all'estremità dai due volumi cubici della Cappella e della Cavallerizza, da cui partono le ali più basse dei fabbricati di servizio: si definisce in tal modo uno spazio razionale, costituito dall'ordinata disposizione dei volumi che si intersecano ortogonalmente e che, progressivamente, si sviluppano in altezza. Come nella reggia di Caserta di Vanvitelli e prima ancora a Versailles, nella Villa Reale di Monza si sottolinea un percorso che, attraverso un viale principale, collega la villa al centro del potere.
La decorazione delle facciate, rinunciando a timpani, colonnati e riquadri a rilievo, si presenta estremamente rigorosa, segnando le superfici di sottili gradazioni. L'essenzialità stilistica dell'edificio è dovuta, oltre che a precise scelte di gusto, anche a ragioni politiche: la corte illuminata di Vienna preferiva evitare un'eccessiva ostentazione di ricchezza e potere in un paese occupato.
Anche gli interni si accordano al principio di razionalità e semplicità che caratterizza l'intero progetto. In particolare appare curata la loro funzionalità: i corridoi ad esempio sono tagliati in modo da servire indipendentemente varie sale adibite a usi diversi.
La decorazione interna viene affidata ai principali maestri della neonata Accademia di Brera, fondata per volontà arciducale nel 1776. In particolare gli stucchi e le decorazioni delle sale di rappresentanza sono dovuti al ticinese Giocondo Albertolli, gli affreschi e i dipinti a Giuseppe Levati e Giuliano Traballesi, pavimenti e mobili alla bottega di Giuseppe Maggiolini.

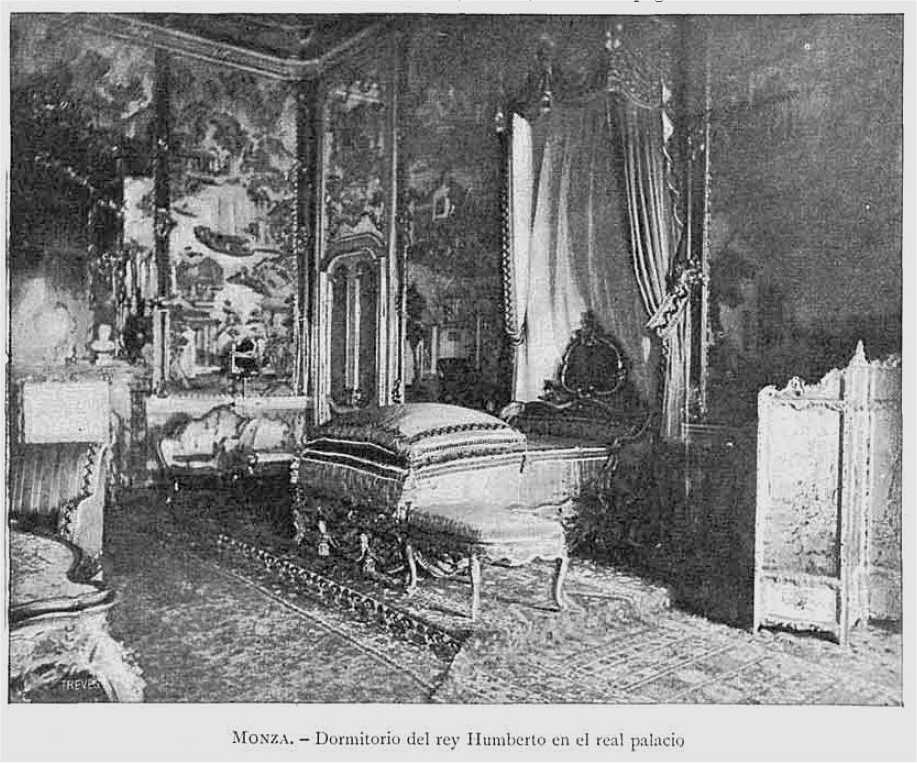
La camera di Umberto I nella Villa Reale di Monza fotografata il 24 agosto 1900

Il complesso della Villa comprende la Cappella Reale, la Cavallerizza, la Rotonda dell'Appiani, il Teatrino di Corte, l'Orangerie.
Nel primo piano nobile sono le sale di rappresentanza, gli appartamenti di Umberto I e della Regina Margherita.
La fronte della Villa rivolta a est si apre sui Giardini all'inglese progettati dal Piermarini.

### L'Orangerie e  il roseto Niso Fumagalli

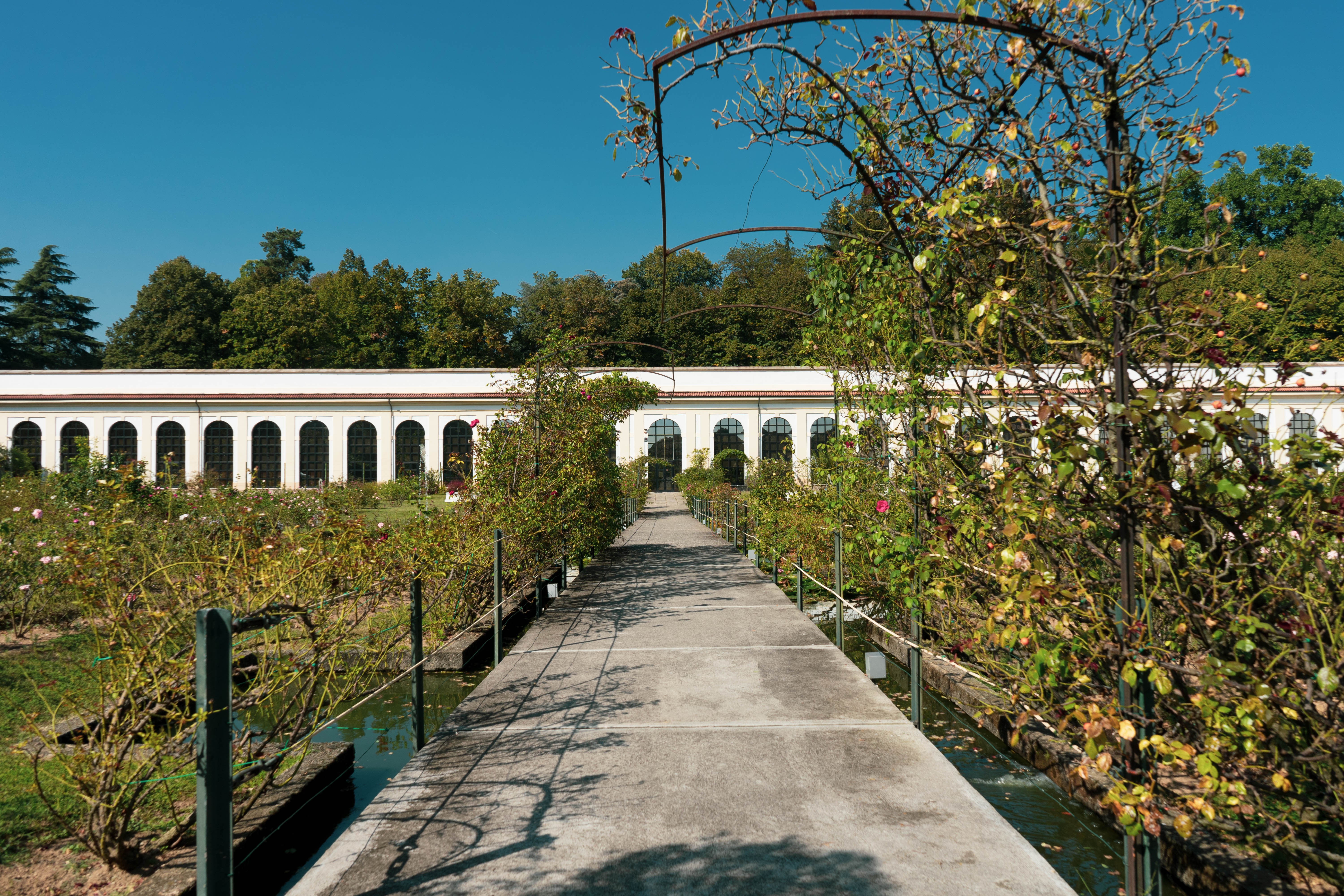
L'Orangerie e il roseto Niso Fumagalli

L'edificio destinato alle serre per il servizio dei giardini della Villa fu costruito nel 1790. Voluto dall'arciduca Ferdinando d'Asburgo-Este in occasione del ventesimo anniversario di matrimonio con Maria Beatrice Ricciarda d'Este era denominato Orangerie nel progetto originale di Giuseppe Piermarini e oggi è comunemente noto come il Serrone.
Posto sul lato nord della villa era collegato a questa tramite un corridoio chiamato "Passaggio delle dame" attraverso un piccolo ambiente circolare, oggi chiamato la Rotonda dell'Appiani dall'autore degli affreschi dedicati al mito di Amore e Psiche, che lo decorano..
L'ambiente, imponente per le dimensioni, è esposto a sud e riceve la luce attraverso una lunga serie di ampie finestre. In questo luogo, oltre al ricovero invernale delle piante più delicate e in generale delle piante esotiche, in età asburgica si solevano anche tenere spettacoli di vario genere per la Corte.
Dopo i restauri del XX secolo l'edificio è oggi adibito a sede di mostre d'arte temporanee.
Nella seconda metà del XX secolo davanti al Serrone è stato impiantato un vasto roseto, in seguito dedicato al suo ideatore, l'industriale Niso Fumagalli, nel quale, nel mese di maggio di ogni anno, viene indetto un importante concorso floreale, organizzato dall'Associazione Italiana della Rosa.

## Fuochi di San Giovanni e concerti
Annualmente, il 24 giugno in concomitanza con il Santo Patrono della città, San Giovanni Battista, viene organizzato uno spettacolo pirotecnico a ritmo di musica nel prato della Villa Reale o all'interno del Parco di Monza, che attira migliaia di persone. Numerosi sono stati anche i concerti e le manifestazioni sportive a cui hanno partecipato famose star della musica, dello sport e dello spettacolo.

## Galleria d'immagini

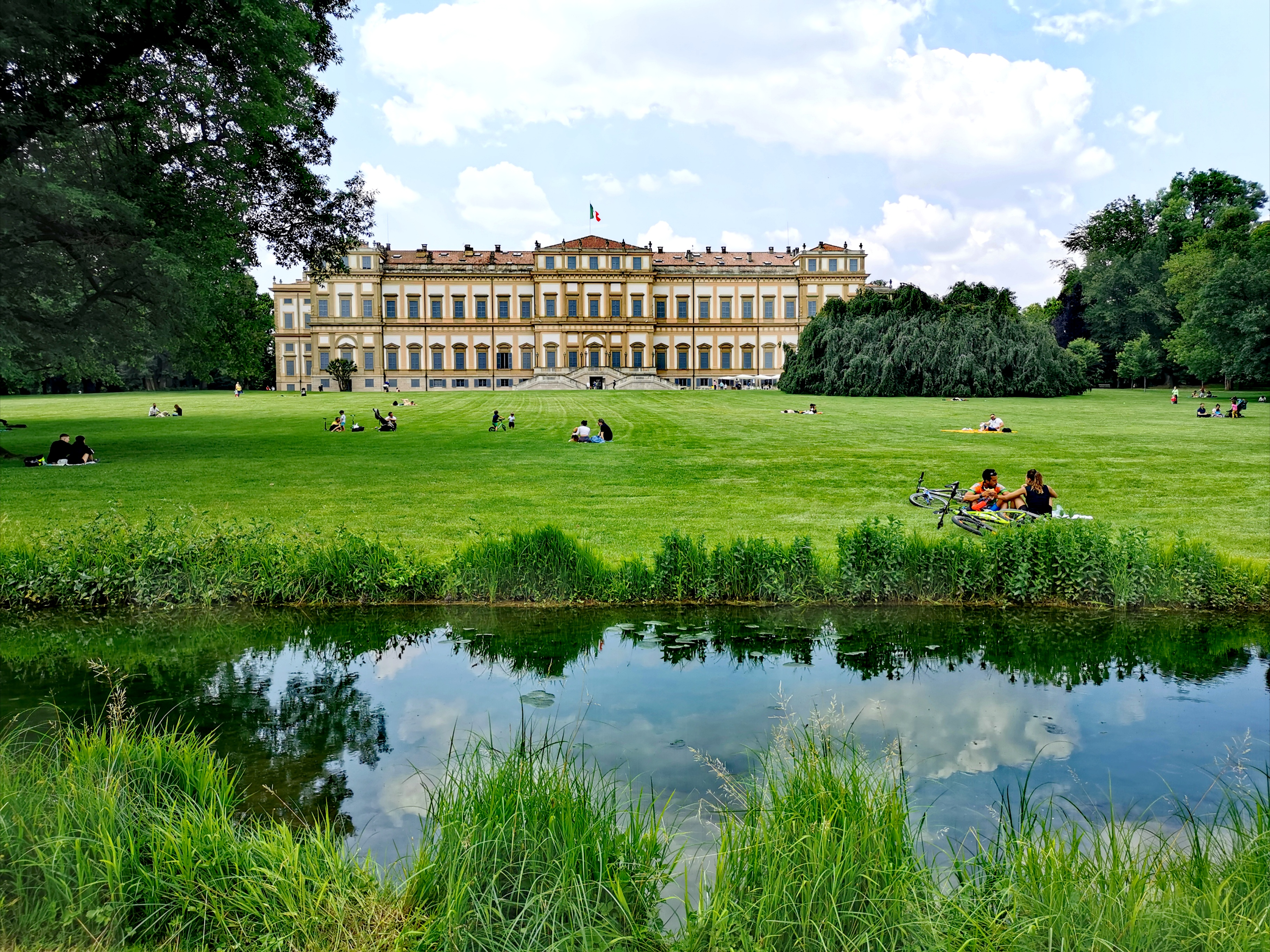
Veduta panoramica dal parco
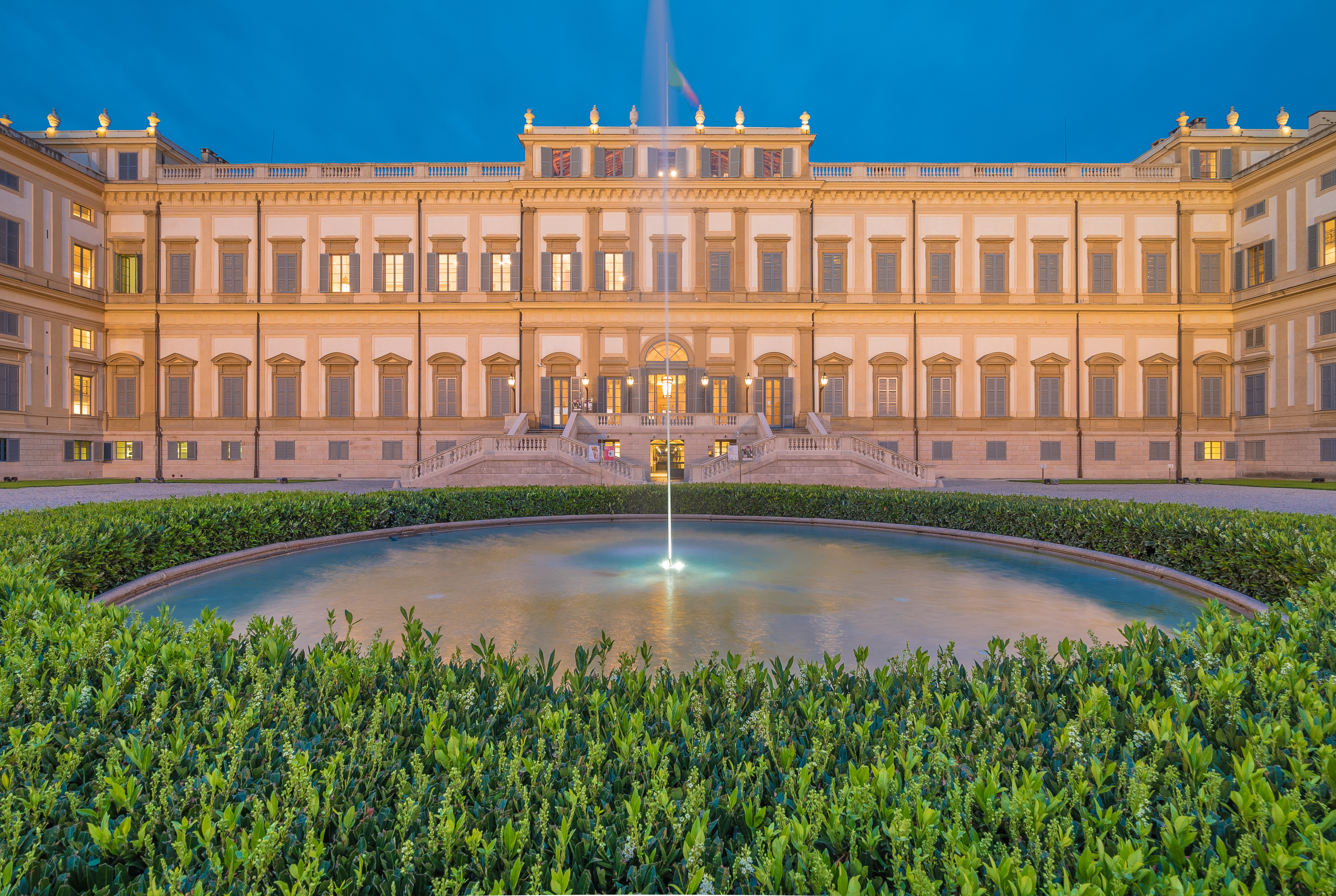
Veduta panoramica dalla città
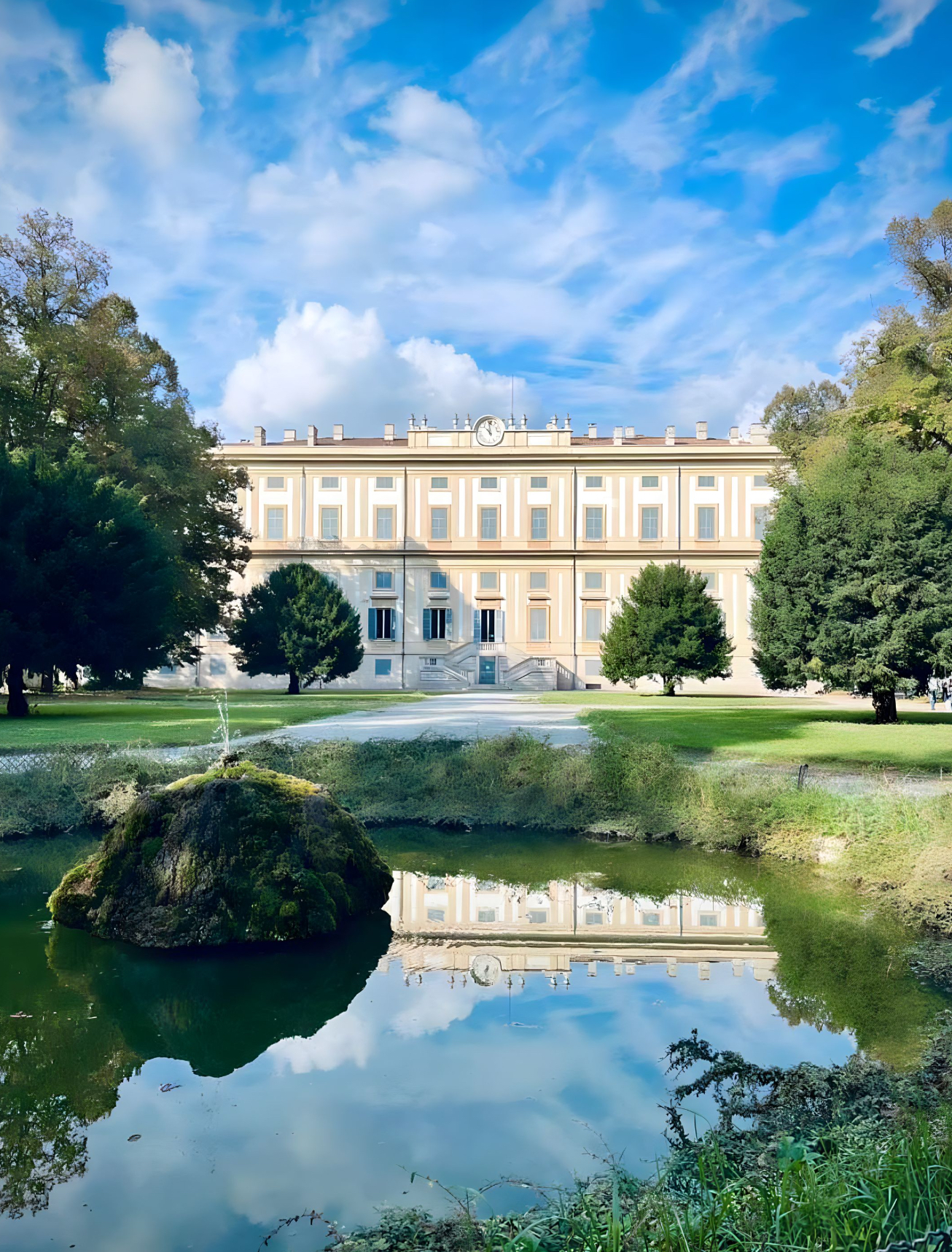
Facciata verso i giardini da nord-ovest
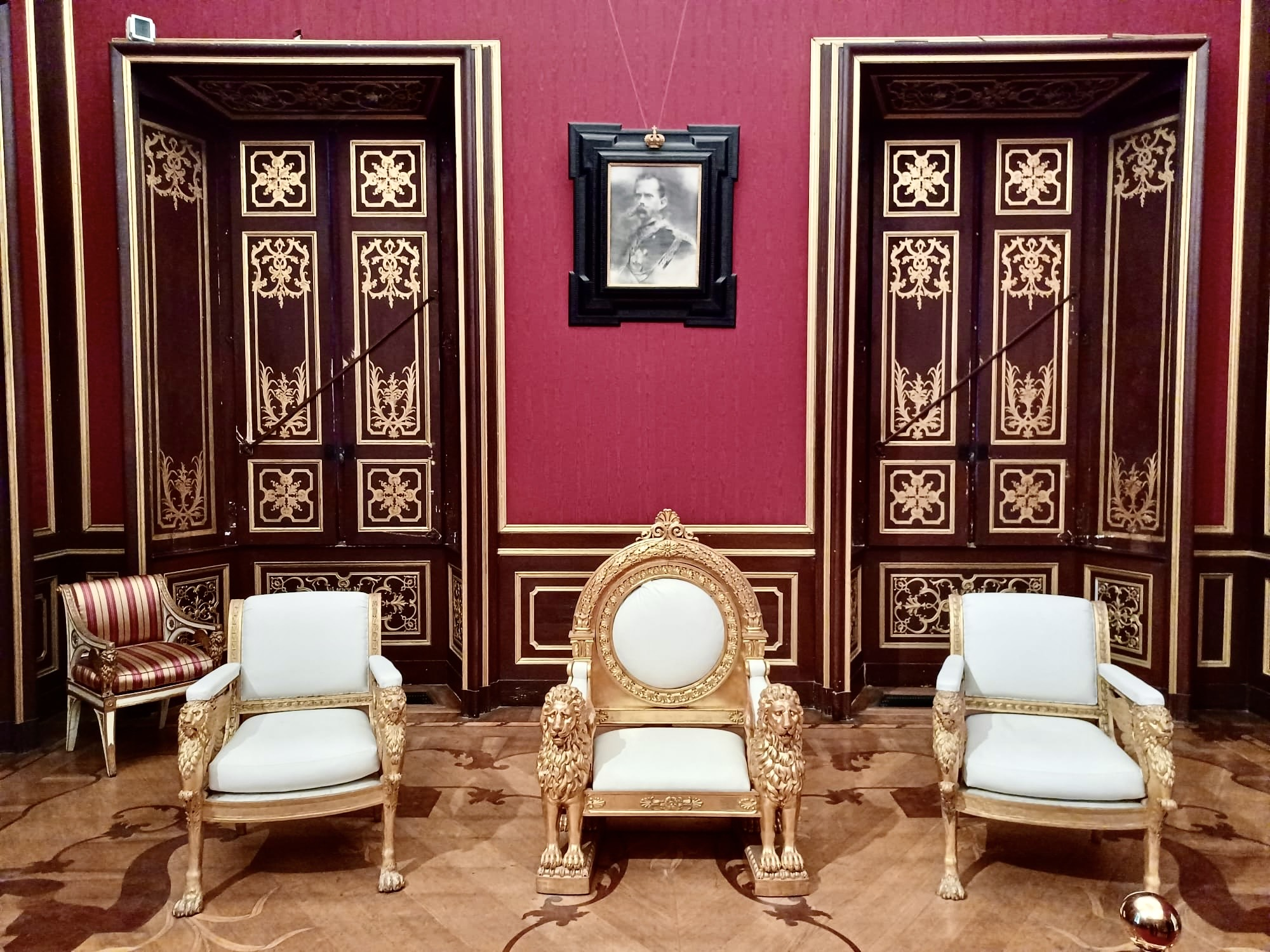
Sala delle udienze con il trono
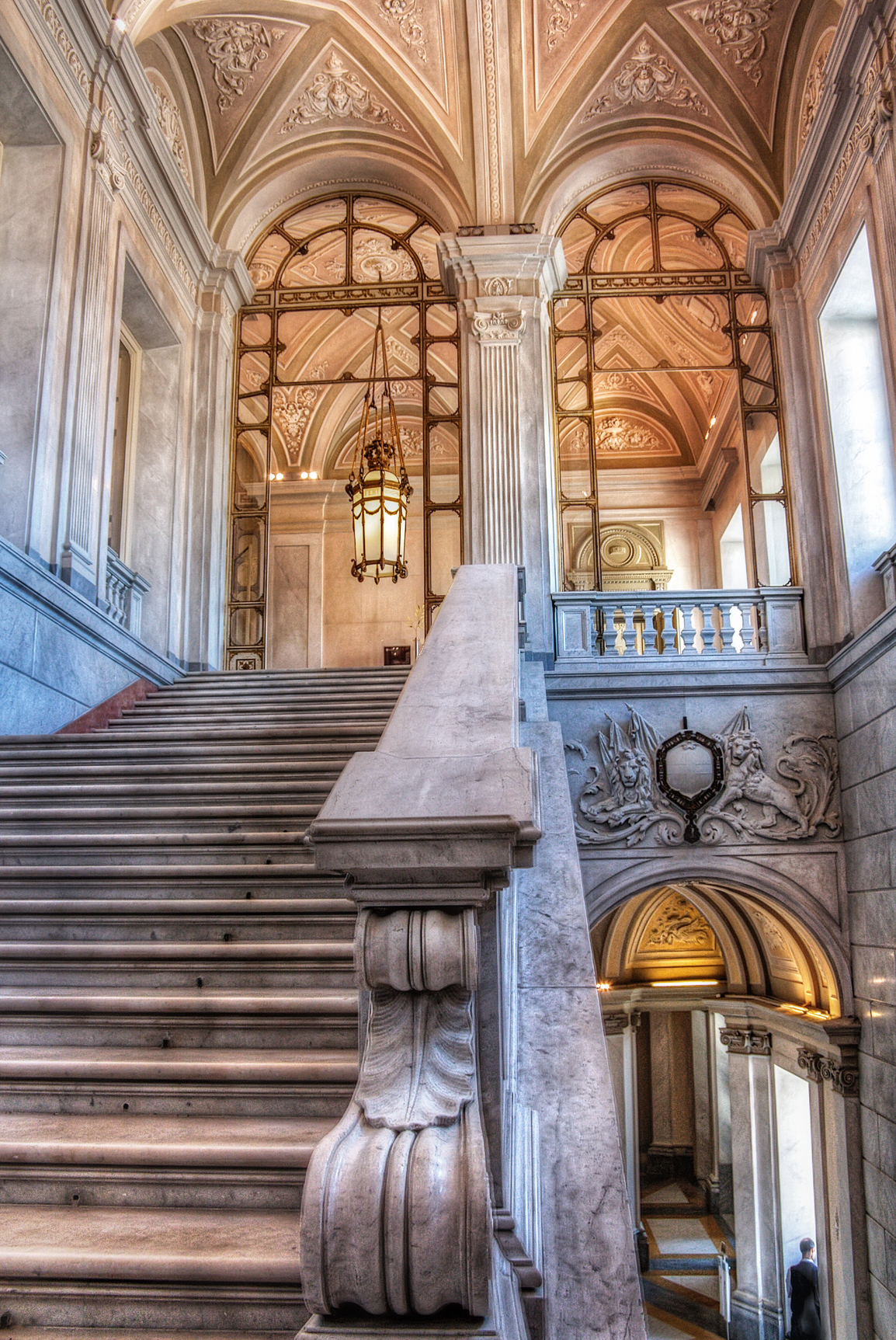
Scalinata d'onore
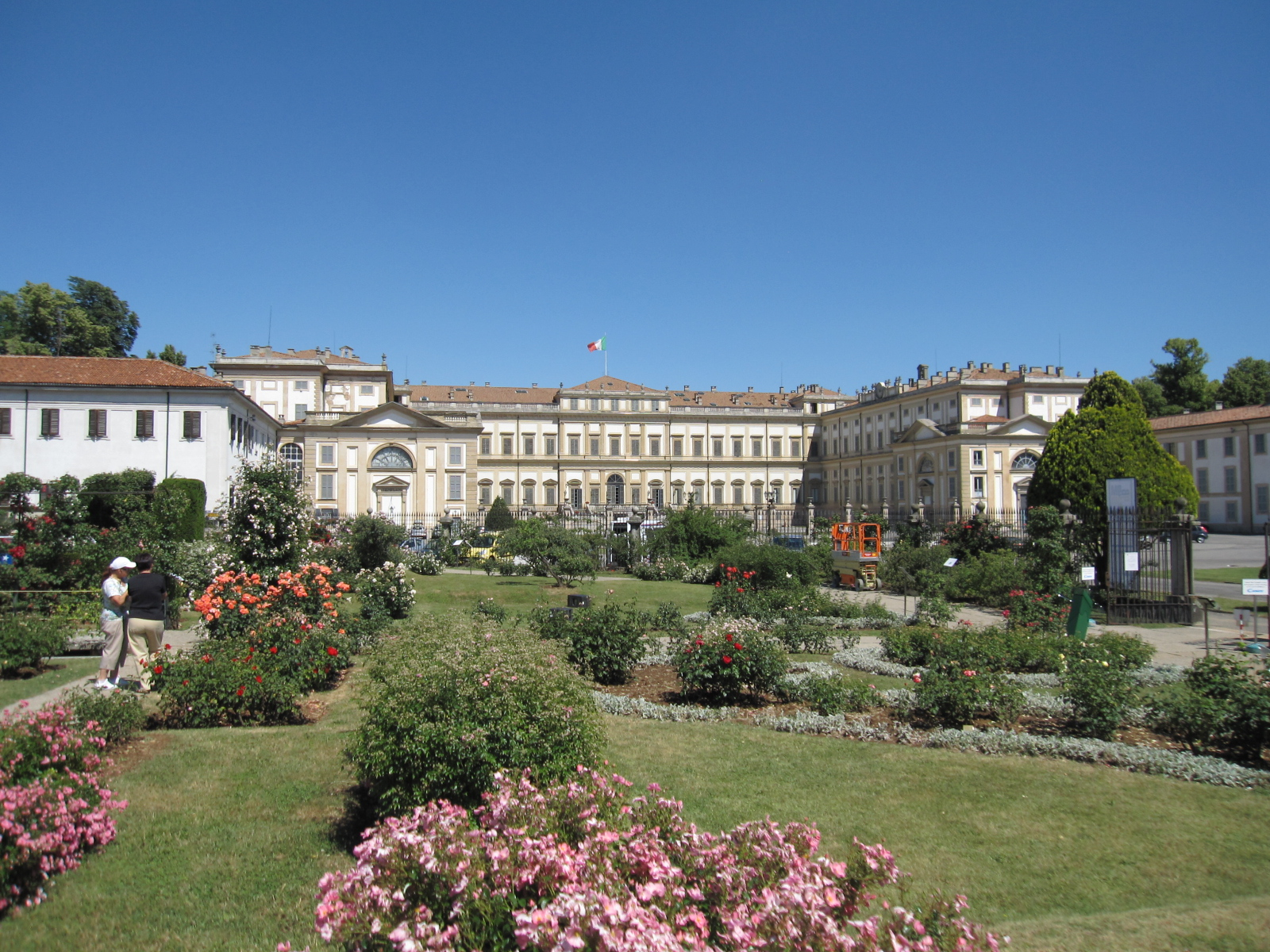
Veduta panoramica della Reggia dal roseto Niso Fumagalli
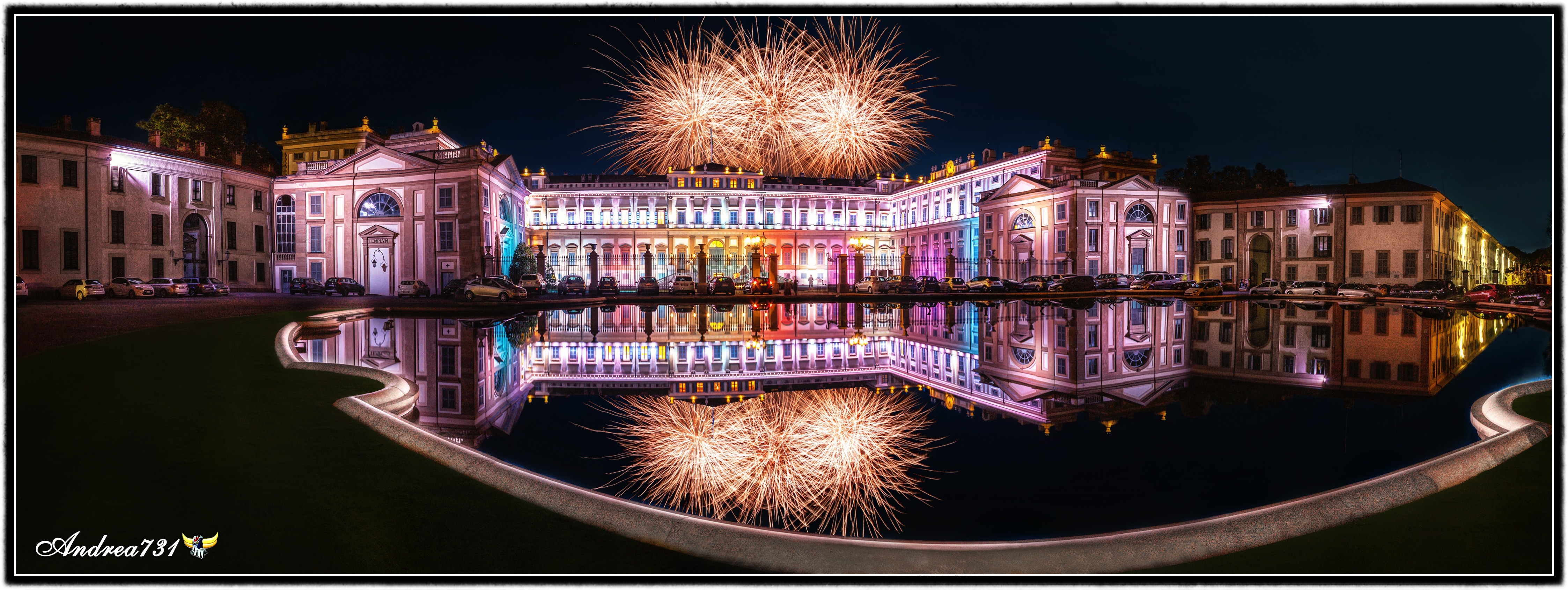
I fuochi di San Giovanni sopra il Palazzo
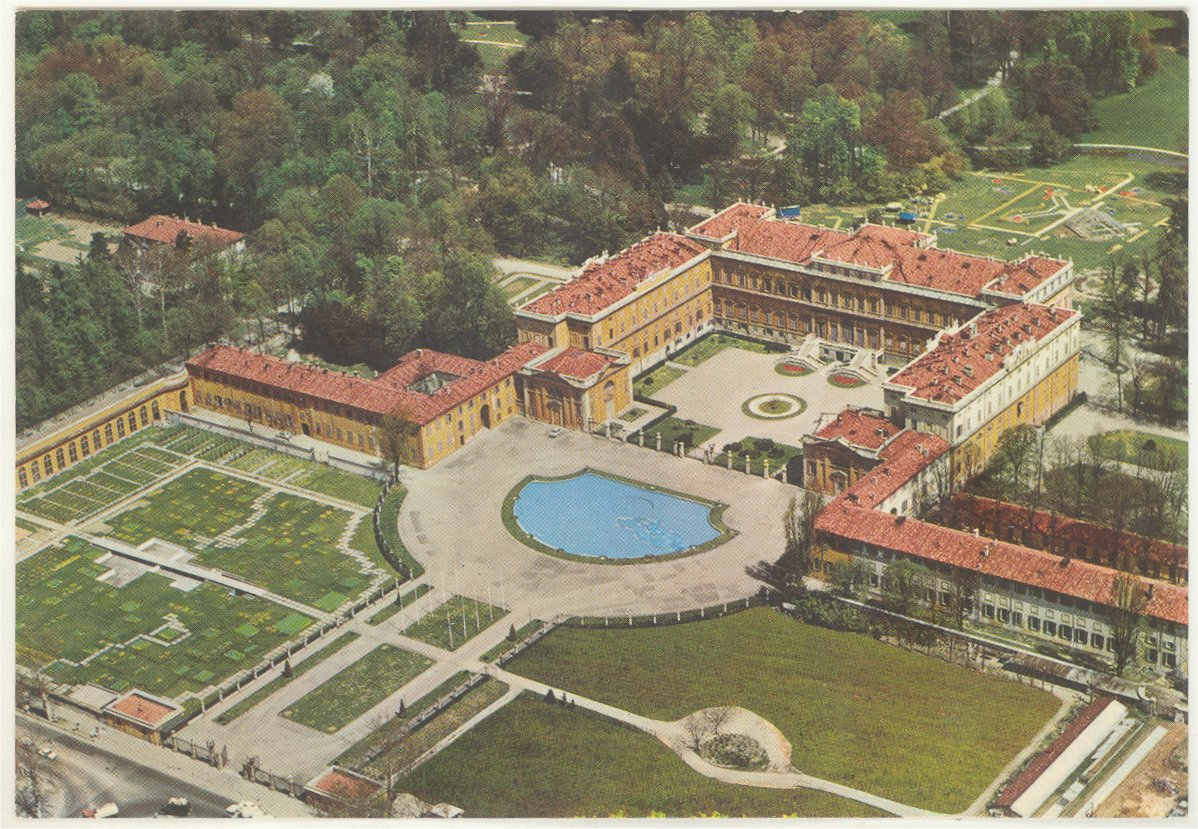
Veduta aerea della Villa